# Palauská kuchyně

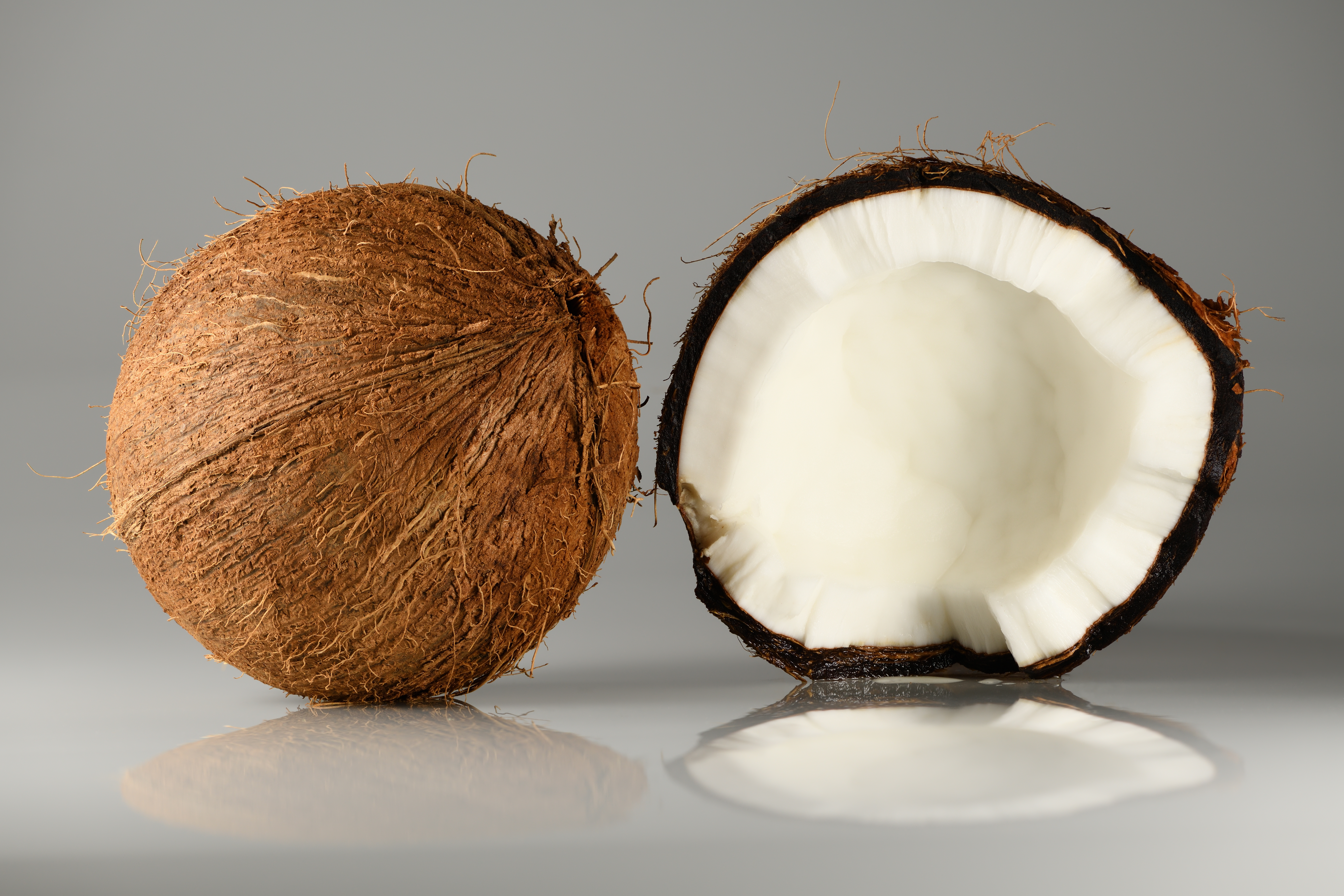
Kokosový ořech

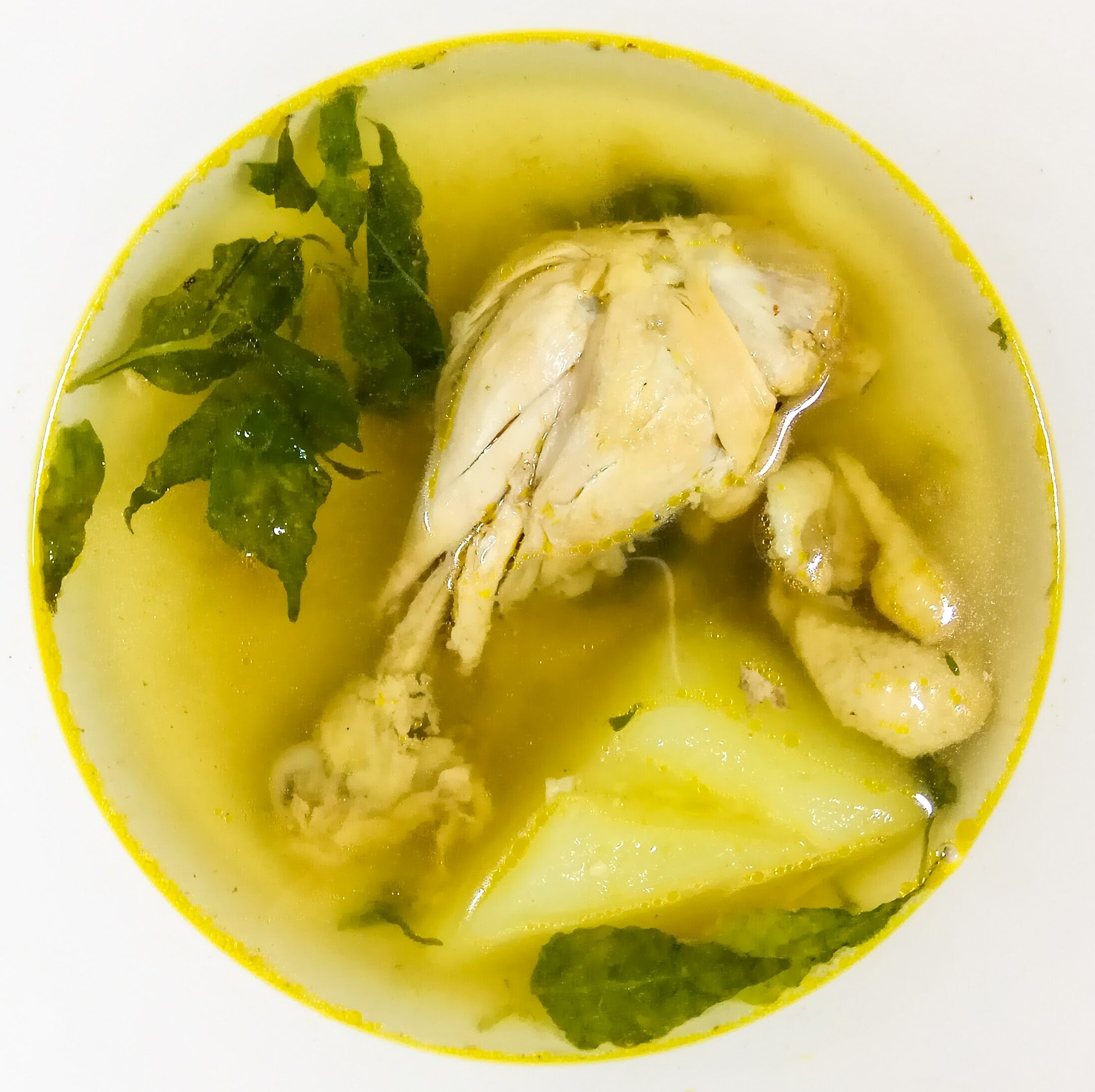
Tinola

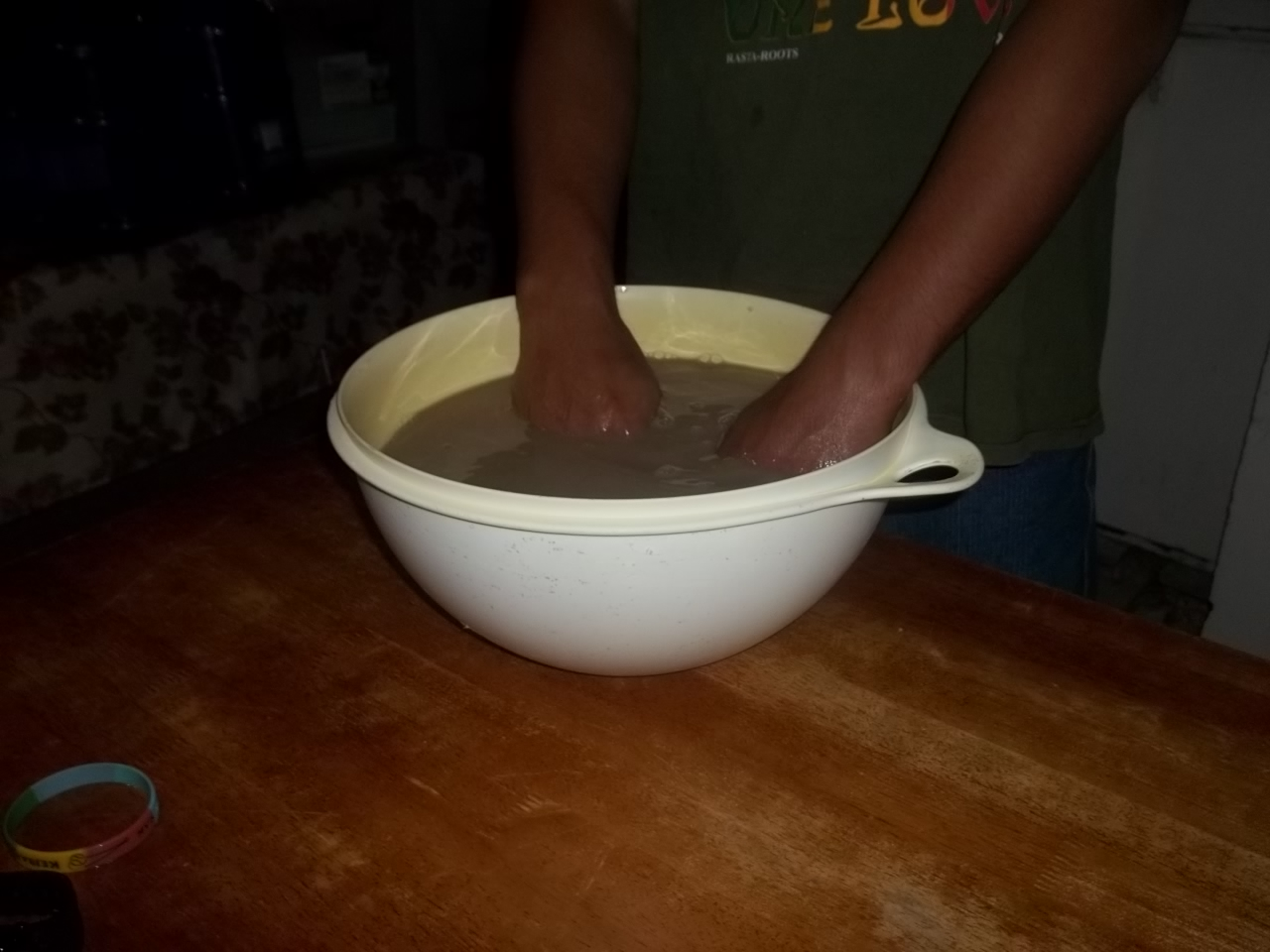
Kava

Palauská kuchyně používá jako suroviny především ryby, mořské plody, rýže, taro (kolokázie jedlá), chlebovník, maniok (tapioka), kokos, batáty, dýně nebo tropické ovoce. Palauská kuchyně byla ovlivněna především filipínskou kuchyní, dále se zde ale mísí také vlivy z americké kuchyně, japonské kuchyně, indonéské kuchyně nebo malajské kuchyně.
Na Palau je populární žvýkání betelového ořechu.

## Příklady palauských pokrmů a nápojů
Příklady palauských pokrmů a nápojů:
- Seboseb, dezert kašovité konzistence z kukuřičného škrobu, cukru a mléka
- Rösti z tara[5]
- Polévka z netopýřího masa a kokosového mléka
- Tinola, kuřecí polévka převzatá z filipínské kuchyně[6]
- Ulkoy, smažený pokrm z dýně a krevet
- Pichi-pichi, dezert z kokosu a manioku
- Kava, opojný nápoj z pepřovníku opojného[7]
- Kokosové mléko
- Pivo, místní značka se nazývá Red Rooster[8]